# Riksdagsvalet i Sverige 2026
Riksdagsvalet i Sverige 2026 är planerat att äga rum söndagen den 13 september 2026. Valet genomförs för att fördela mandaten i Sveriges riksdag för mandatperioden 2026–2030. Samtidigt hålls val till kommun- och regionfullmäktige. Riksdagen består av 349 ledamöter som väljs genom ett proportionellt valsystem. Sverige är indelat i 29 valkretsar, där mandaten fördelas utifrån valresultatet i varje krets, samt genom ett utjämningsmandatsystem för att uppnå nationell proportionalitet. Valmyndigheten ansvarar för att organisera och genomföra valet.
För att ett parti ska komma in i riksdagen krävs att det får minst fyra procent av rösterna på nationell nivå, eller tolv procent i en enskild valkrets.